# Drako (Achterbahn)
Drako ist eine Achterbahn im Freizeitpark Walibi Holland etwa 5 km südöstlich von Biddinghuizen (Gemeinde Dronten, Niederlande). Die Stahlachterbahn wurde vom deutschen Hersteller Zierer Rides im Jahr 1992 erbaut. Vom Modell her ist Drako ein Zierer „Medium Tivoli“. Die Achterbahn ist für Kinder und Familien gedacht. Ab einer Körpergröße von 90 cm darf man mit einer Begleitperson mitfahren und ab einer Körpergröße von 120 cm darf man alleine fahren. Sie ist in Betrieb seit dem 15. Mai 1992. Die Achterbahn ist 6,0 m hoch, 199,0 m lang, erreicht eine Höchstgeschwindigkeit von 32,0 km/h und hat keine Inversionen. Die Abmessungen der Bahn betragen 39,0 m × 23,0 m.

## Züge
Es gibt nur einen einzigen Zug mit 13 Wagons. Jeder Wagon hat eine Sitzreihe mit jeweils zwei Sitzen. Dadurch können 26 Besucher pro Fahrt mitfahren und die Bahn kommt auf eine Kapazität von 1000 Fahrgästen pro Stunde.

## Geschichte
Die Bahn wurde ursprünglich im Jahr 1987 im Zygo Park (Nizza, Provence-Alpes-Côte d’Azur, Frankreich) erbaut. Dort war sie dann unter dem Namen Tarzungle von 1987 bis 1991 in Betrieb, bis sie dann ins Walibi Holland umgesiedelt wurde, wo die Bahn seit dem 15. Mai 1992 ihre Runden fährt. Sie lief allerdings in der Geschichte des Walibi Hollands unter verschiedenen Namen:
- Von 1992 bis 1999 hieß die Achterbahn Keverbaan.
- Von 2000 bis 2004 hieß die Achterbahn Road Runner Express.
- Von 2005 bis 2010 hieß die Achterbahn Wok‘s Waanzin.
- Von 2011 bis 2013 hieß die Achterbahn Rattlesnake.

Seit 2014 läuft die Achterbahn unter dem Namen Drako. Für die Saison 2011 wurde die Achterbahn aus dem Kinderbereich in den damaligen Ort der Flying Dutchman Goldmine umgesiedelt, dessen Eingang die Bahn dann benutzte.

Drako (2024)
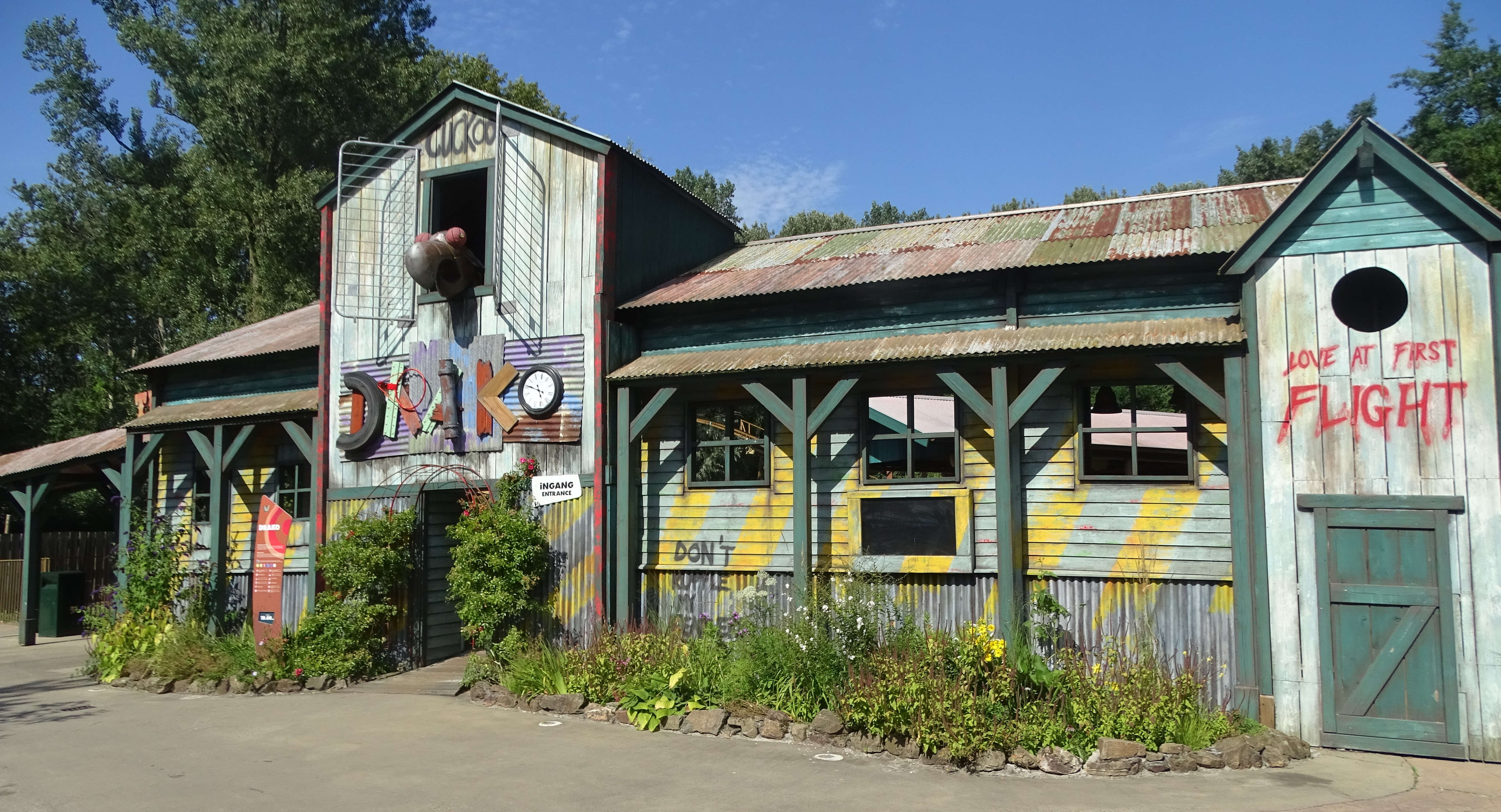
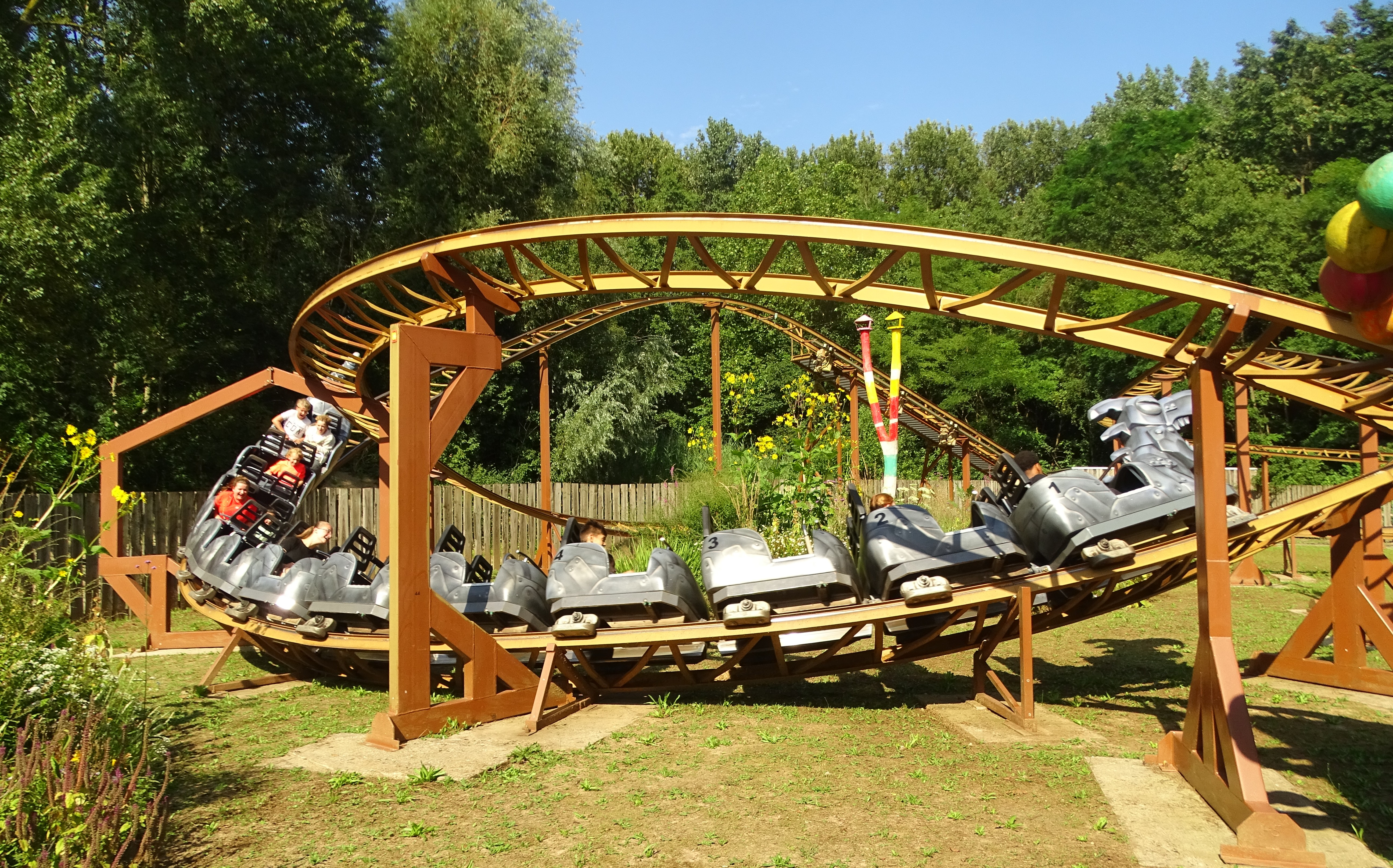
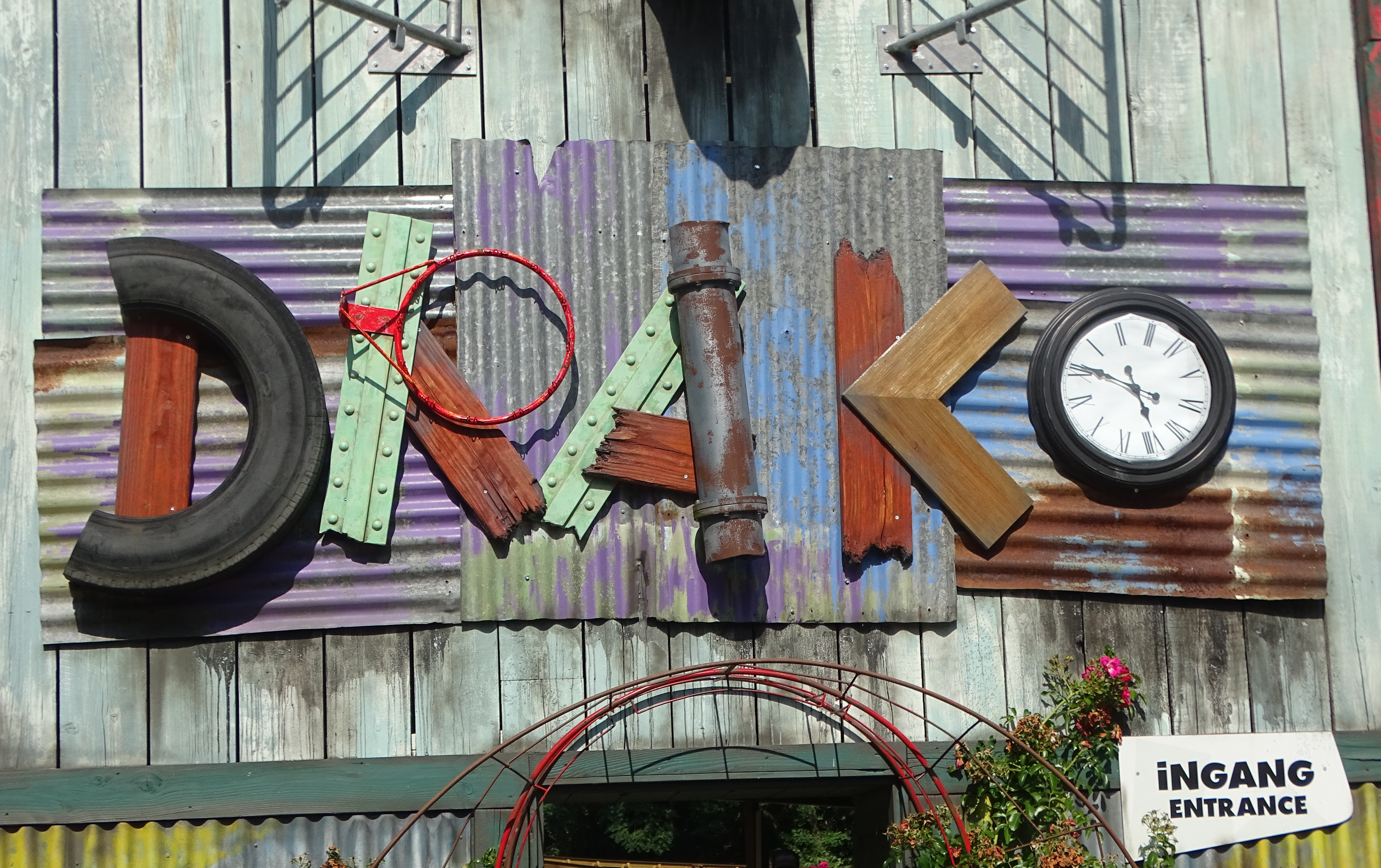

## Layout
Der Zug fährt erst in einer ungeneigten 180-Grad-Kurve nach links, bevor er vom Reibradantrieb auf eine Höhe von 6 m hochgezogen wird. Dann fährt der Zug in einer 90-Grad-Abwärtslinkskurve nach unten, bis er wieder auf Bodenhöhe angekommen ist. Dann fährt der Zug geradeaus langsam wieder aufwärts, bis er wieder etwas unter der Höhe des höchsten Punktes des Liftes angelangt ist. Dann fährt der Zug langsam in einer leicht geneigten 360-Grad-Rechtshelix abwärts, bis er wieder auf Höhe des Bodens ist, bevor er in einem 180-Grad-U-Turn, dessen höchster Punkt in der Mitte des Elements ist, wieder in die Station einfährt.
Dies wird noch einmal wiederholt, bevor die Bahn in der Station zum Stillstand kommt, sodass der Zug den Streckenverlauf der Bahn insgesamt zweimal durchfährt.